# 中通り

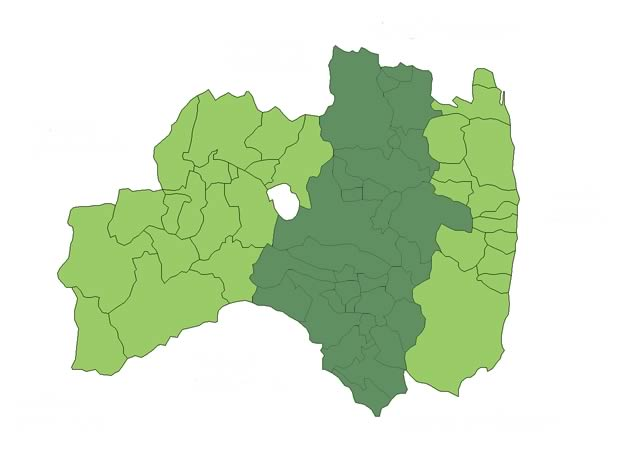
濃い緑の部分が中通り地区

中通り（なかどおり）は、福島県の中部にあたり、西に奥羽山脈と東に阿武隈高地に挟まれた太平洋側内陸の地域である。福島県は2つの山地によって区切られており、西から順に会津地方・中通り・浜通りの3地域に区分される。

## 概要
西に奥羽山脈、東に阿武隈高地に挟まれた南北に細長い地域で、そのほぼ中央を大小の盆地を貫きながら阿武隈川が北流する。そのため、阿武隈地方と呼ばれることもある。
「中通り」は中山道に因んだ名称で、関ヶ原以前の中山道は「東山道」という名称で、高崎から宇都宮を経て現在の中通りを経由するルートであった。この東山道と似て阿武隈川に沿う経路で、東京や埼玉を起点に、道路は国道4号や東北自動車道、鉄道は東北本線や東北新幹線が当地を貫いている。
北部の福島市、中部の郡山市、南部の白河市の3市が中心的な都市として鼎立しており、これら3都市に東北新幹線の駅が設置されている。近年ではさらに集約され、県庁所在地の福島市を中心とした福島都市圏（仙台寄りで置賜地方と親密）と、経済と交通の中心地である郡山市を中心とした郡山都市圏（首都圏寄りで会津地方と親密）が二大経済地域を形成している。
なお、天気予報における「中通り」とは、福島市に所在する福島地方気象台を指す。

## 自然地理
那須火山帯山麓は豪雪地帯で日本海側気候、それ以外の地域は太平洋側気候を呈する。農業面では福島盆地が桃をはじめとする果物の産地として全国的に知られ、県中部では主にきゅうりをはじめとする野菜や稲作が盛んである。
- 川：阿武隈川、荒川、松川、六角川、久慈川
- 山：吾妻山（吾妻小富士）、安達太良山
- 盆地：福島盆地（信達平野）、安積原野、白河盆地
- 高地：阿武隈高地
- 温泉：飯坂温泉、高湯温泉、土湯温泉、岳温泉、磐梯熱海温泉、母畑温泉、甲子温泉

## 歴史

### 古代
古代には、当時のヤマト王権の中心地だった畿内から本州の内陸側を抜ける道が白河から阿武隈川沿いに信夫郡まで達し、この道は律令制以後に官道となって東山道と呼ばれた。各々の道の名前はその道沿いにある国を括る地方区分としても用いられ（五畿七道）、当地は東山道に属する陸奥国の一部をなした。
養老年間（717年 - 724年）の短期間であるが、当地の会津郡、信夫郡、白河郡、石背郡、安積郡の5郡が陸奥国から分離され、石背国（いわしろのくに）として独立していた。

### 中世
鎌倉幕府開府に先立つ文治5年（1189年）の奥州合戦では、源頼朝が差し向けた鎌倉軍を迎え撃つために藤原泰衡が伊達郡（平安時代中期に信夫郡から分立）に阿津賀志山防塁を築いて一大激戦地となり、奥州藤原氏の本拠地だった平泉までの進撃路となった東山道は鎌倉時代に鎌倉を起点とする奥大道（奥州大路）に改まった。
当地は陸奥国の他の地域と別して仙道六郡とも呼ばれるようになった。具体的には白河郡（石川郡と白川郡を分立させた後の）、岩瀬郡（石背郡が転じた）、信夫郡、伊達郡、安積郡（田村郡を含む？）、安達郡（安積郡の東北部が分立）を指した。

### 戦国時代から徳川藩政時代まで
戦国時代（安土桃山時代）には、中通り北部は伊達郡を本貫とした伊達氏、中通り中部は三春を本拠地とした田村氏を初めとして、名だたる武将が中通りを行き交って合戦を行い、領主が目まぐるしく変わった。上杉景勝の家老、直江兼続は徳川家康による会津征伐軍を迎え撃つため、白河郡革籠原（かごはら、現白河市白坂石阿弥陀）に長大な防塁を築いた。
徳川時代の中通りの官道は、江戸を起点とする奥州街道となって南北に貫き、幾つもの藩や宿場町が分立していた。道沿いには福島藩、二本松藩、白河藩、棚倉藩などの藩が分立していた。
白河城下からは、会津道が猪苗代湖より南の経路（現国道294号）で若松城下へ、そして、現在の下越地方の新発田城下を経て日本海沿岸の港町である新潟へと繋がり、福島城の北の桑折宿からは、羽州街道が上山城下を経て内陸部を横手盆地まで下り、それから日本海沿岸の久保田城下へと繋がっていた。

### 戊辰戦争と廃藩置県
1869年1月19日（明治元年12月7日）には陸奥国が分割され、信夫、伊達、安達、安積、岩瀬の5郡に、会津、大沼、河沼、耶麻の4郡を合わせた9郡で岩代国が分立し、戊辰戦争後に岩代国の領域に存続した藩は、福島藩と二本松藩のみであった。
1871年8月29日（明治4年7月14日）の廃藩置県時には、岩代国で藩主が藩知事から横滑りのまま県となったのは二本松県だけで、他の区域は福島県と若松県（会津地方）の2県に再編されて、明治新政府が任命した（権）知事が治めた。また、磐城国に含められた棚倉県と三春県は存続したものの、白河県（西白河郡）は明治新政府直轄県となった。こうして、中通りには福島県と二本松県と白河県の3県が鼎立した。次いで1871年12月13日（明治4年11月2日）の第一次府県統合で福島県と二本松県と白河県が合併され、同11月14日（1871年12月25日）に二本松県は福島県に改称され、県庁も福島に移転した。

### 福島県成立
1876年8月21日の第二次府県統合によって、福島県1876年以前（中通り）・若松県（会津地方）、磐前県（いわさきけん。浜通り）の3県が合併され、現在の福島県が設置された。
明治初期の福島県内の都市人口順位は、第1位が若松町（会津若松市、旧若松県庁所在地、1899年市制）、第2位が福島町（福島市、旧福島県庁所在地、1907年市制）という順位であり（→東北地方#人口）、県庁所在地を決める際にこの2都市が対立した。一方、浜通りには、平町（いわき市平地区、旧磐前県庁所在地、1937年市制）と中村町（相馬市中村地区、旧中村県庁所在地、1954年市制）という2つの旧県庁所在地が並立していたが、蚊帳の外に置かれてしまった。
1876年設置の福島県庁が福島市に置かれた要因として：
- 徳川時代から信夫郡や伊達郡の一帯が、日本有数の養蚕業の中心地となっており、会津藩に次ぐ福島県内第2位の規模を有した城下町として栄えていた。[2]。明治時代前期の殖産興業政策下で製糸業が発達して資本の集約が起きて、東北第1号の日本銀行支店が置かれるなど発展していた点。
- 若松、白河、棚倉、二本松、平、中村といった福島県内の主だった藩の城下町に対し、薩長が樹立した明治政府と敵対していており、ある程度の規模を有していた城下町で唯一戦火を逃れたのが福島であった。

といった点が挙げられる。

### 安積疏水開発
その後、明治政府によって安積疏水（1881年完成）を初めとした安積原野の開発事業が行われ、郡山（1924年市制）が商工都市として発展した。中通りを南北に貫く東北本線、東の平へ至る磐越東線、西の会津若松や新潟へ至る磐越西線、南東の棚倉や水戸へ至る水郡線と、次々と建設された鉄道の結節点となった郡山駅を持つ郡山が、交通都市としても勃興し、1935年には福島県第1の人口を擁する都市圏となった（→郡山都市圏）。
一方、北の拠点である福島市は、南北軸である東北本線に加えて、東の中村、西の米沢や坂町への交通拠点であるが、米沢や坂町へ至る鉄道路線（奥羽本線・米坂線）は建設されたものの、中村への鉄道路線は建設されなかった（→阿武隈急行線）。

### 交通拠点の時代
第二次大戦後、高度経済成長期（1960年代）までには国道4号の舗装が完了し、1970年代には東北自動車道も建設されたため、主に京浜工業地帯の企業が、安い土地と労働力を求めて、関東地方に比較的近い福島県中エリアに進出した。これは、当時の福島県知事である木村守江が、常磐郡山新産業都市として中通り中部の開発を促したからである。中通りでは北部の福島市近辺では公共事業関連業種が発展し、中部の郡山近辺では内陸機械工業が発展し、共に資本関係からも関東との繋がりが深い地域となった。この頃から、モータリゼーションと郊外住宅地の開発が中通りで始まった。
1982年6月23日には東北新幹線が開通し、各都市で第三次産業人口比率が更に大きくなった。中通りでは、福島市が業務機能の中心地、郡山が商業の中心地、白河が県南エリアの拠点という棲み分けを確立していった。1990年代には、郡山出身の佐藤栄佐久知事の下で、中通り本宮以南と会津地方が重点的にインフラを整備された。この佐藤栄佐久知事下を象徴するインフラが、1993年に須賀川付近に開設された福島空港と、1997年10月1日に全通した磐越自動車道である。この結果、中通り中部や会津地方に、流通・工業地区が集約されるようになった。
2011年3月11日に発生した東日本大震災を動機に、会津地方・置賜地方～中通り～浜通りを結ぶ高速道路（通称：復興道路、復興支援道路）の整備が促進されることになった。中通りと浜通りを結ぶ連絡高速道路として、1997年10月開通の磐越自動車道（郡山～平）に加えて、2018年には東北中央自動車道（福島～中村）が開通を予定している。

## 地域

福島県の地域区分図

中通りの地域は大きく3つに分かれており、東北新幹線の駅のある福島市（行政の中心）、郡山（経済の中心）、白河が、三大拠点として定立している。福島県庁地方振興局は、福島市周辺を県北、郡山市周辺を県中、白河市周辺を県南と呼んでいる。
中通りは盆地に位置しているため、同じ盆地同士である奥羽山脈以西の内陸部（会津地方、山形県置賜地方）との交流は深いが、阿武隈山地を越えた浜通りとの交流は浅い。

### 地域間交流
中通り北部（県北エリア）
- 戦国時代盛期には伊達氏、戦国時代末期には上杉氏の領土であった。
- 上杉氏の米沢移転後も米沢城下との物流が盛んだった福島城下（戦国時代以前には「杉目城」とも呼ばれた）や、伊達氏の発祥地域として伊達市も存在する。このため、上杉氏との縁の有る山形県置賜地方（米沢など）や、伊達氏との縁のある宮城県内陸部（白石、丸森、仙台、岩出山など）との関係が深い。
- 浜通り夜ノ森以北（戦国時代の相馬氏領）との間に高速バスが走っており、2010年代末までに福島と中村を結ぶ東北中央自動車道の開通が予定されている。

中通り中部（県中エリア）
- 戦国時代には田村氏の領土であった。
- 会津地方へのアクセスが比較的便利であり、中でも磐越西線沿線（会津若松など）との関係が深いが、南の栃木県宇都宮以北との関係も深い。
- 浜通り夜ノ森以南（戦国時代の岩城氏領）との間に高速バスが走っており、1997年10月に郡山と平を結ぶ磐越自動車道が開通した。

中通り南部（県南エリア）
- 白河が該当する西白河郡は、戦国時代には白河結城氏の領土、徳川時代には白河藩の領土であった。那須山麓に位置するため、栃木県宇都宮以北との関係が深いが、国道289号甲子峠トンネルの開通により、会津地方でも国道289号沿線（田島など南会津郡）との関係も深くなっている。
- 棚倉を初めとする東白川郡は、白河や郡山との交流もあるが、水郡線沿線・久慈川流域であるため、茨城県北西部（大子、水戸など）との交流もある。戦国時代には佐竹氏の領土、徳川時代には棚倉藩の領土であった。

### 福島県庁の地域区分
中通りの範囲には、県北・県中・県南の3つの地方振興局が置かれている。人口は2010年（平成22年）国勢調査。

#### 県北地方振興局管内
人口：496,823人
- 福島広域行政圏
  - 福島市、伊達市、伊達郡（桑折町・国見町・川俣町）
- 安達広域行政圏
  - 二本松市、本宮市、安達郡（大玉村）

#### 県中地方振興局管内
人口：551.827人
- 郡山広域行政圏
  - 郡山市、須賀川市、田村市、田村郡（三春町・小野町）、岩瀬郡（鏡石町・天栄村）、石川郡（石川町・玉川村・平田村・浅川町・古殿町）

#### 県南地方振興局管内
人口：150,128人
- 白河広域行政圏
  - 白河市、西白河郡（西郷村・泉崎村・中島村・矢吹町）、東白川郡（棚倉町・矢祭町・塙町・鮫川村）

### 都市圏
都市圏（都市雇用圏、10% 都市圏）は、北から福島都市圏、郡山都市圏、白河都市圏の3か所が認められる。

## 交通

### 南北軸
- 国道4号・東北本線・東北自動車道・東北新幹線が整備され、南は宇都宮や東京に繋がっており、北は仙台や盛岡を経て青森へと繋がっている。
- 郡山や須賀川からは、石川経由で水戸に至る路線も整備されている。
- 福島～丸森～槻木を結ぶ鉄道路線として、阿武隈急行線が存在している。

### 東西軸
県北エリア
- 国道：西へは国道13号を通じて米沢・村上・山形へ、東へは国道115号を通じて中村へ至るルートになっている。
- 鉄道網：西へは奥羽本線と山形新幹線を通じて米沢や山形へ至るルートが整備されているが、東への鉄道網は整備されていない。
- 福島市を東西に横断する東北中央自動車道が整備中であり、これが完成すると福島市は四方へ高速道路が通じる拠点となる。

県中エリア
- 郡山を交差点として国道49号・磐越自動車道・磐越東線・磐越西線が完備しており、西は会津若松や新潟へ、東は平へ至るルートとなっている。

県南エリア
- 白河で交差する国道289号を通じて、西は田島や只見へ、東は勿来に通じるルートが整備されている。
- 第二次世界大戦前には、白河と棚倉を結ぶ鉄道路線として「白棚線」が存在した。

### 鉄道
東日本旅客鉄道
- 東北新幹線
- 東北本線
- 磐越西線 - 磐越東線
- 奥羽本線（山形新幹線）
- 水郡線

福島交通
- 飯坂線

阿武隈急行
- 阿武隈急行線

### 主要道路
南北軸
- 東北自動車道
- 国道4号
- 国道118号
- 国道349号

東西軸
- 磐越自動車道
- 国道13号
- 国道115号
- 福島県道12号原町川俣線
- 国道114号
- 国道459号
- 国道288号
- 福島県道36号小野富岡線
- 福島県道65号小野郡山線
- 国道49号
- 国道289号

### 道の駅
- 道の駅つちゆ(福島市)
- 道の駅伊達の郷りょうぜん（伊達市）
- 道の駅国見 あつかしの郷（伊達郡国見町）
- 道の駅川俣(伊達郡川俣町)
- 道の駅安達（二本松市）
- 道の駅ふくしま東和（二本松市）
- 道の駅さくらの郷（二本松市）
- 道の駅たまかわ(石川郡玉川村)
- 道の駅はなわ（東白川郡塙町）
- 道の駅ふるどの（石川郡古殿町）

## メディア
県内の複数都市に民間放送局が分立しているのも福島県内の特徴である。これは行政の中心地（福島市）と経済の中心地（郡山）が離れて分立し、かつ笹森山に両市をエリアとするテレビ・FM送信所が立地しているためである。なお、福島市と郡山は45km離れている。
NHKは、県内全域をエリアとする福島放送局が福島市に置かれているが、1988年まで存在した郡山放送局といわき放送局では、NHKラジオ第一放送のローカル番組が制作されていた。
民間放送局
- 福島テレビ（福島市）
- テレビユー福島（福島市）
- 福島中央テレビ（郡山市）
- 福島放送（郡山市）
- ラジオ福島（福島市）
- ふくしまFM（郡山市）- 2005年に福島市より本社移転

新聞社
- 福島民報（福島市）
- 福島民友（福島市）